# Leo Records
Leo Records — английская звукозаписывающая фирма.

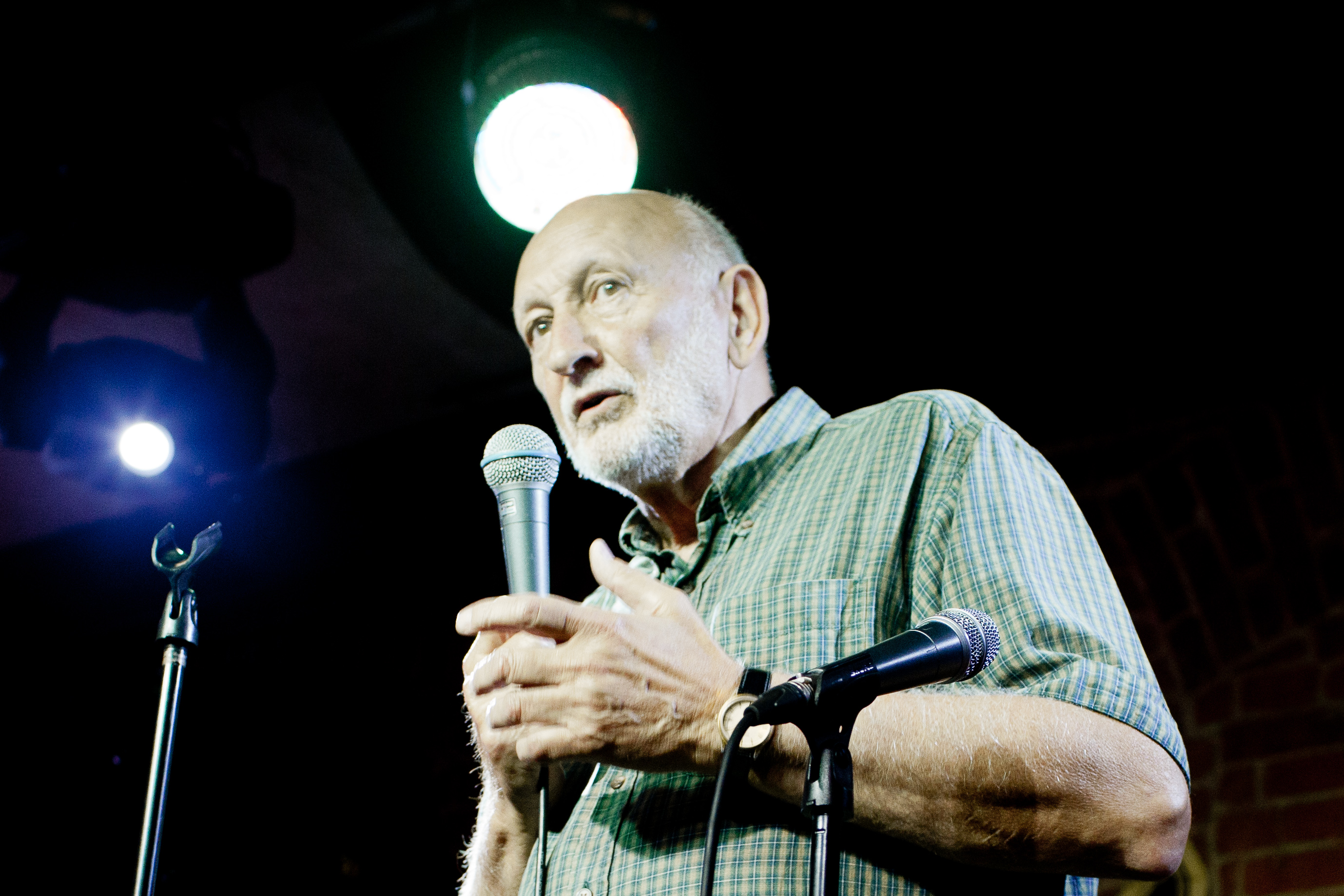
Лео Фейгин, 2013

## История
Компания «Leo Records» была основана в 1979 году Лео Фейгиным, также известным под его телерадиовещательным именем Алексей Леонидов, советским иммигрантом, уехавшим в Великобританию в 1972 году. Лейбл был тесно связан с завоеванием мировой известности «Ганелин Трио» в течение 1970-х и 1980-х годов.
«Leo Records» включает четыре лейбла: «Лео Рекордс», «Leo Lab» (Лаборатория Лео Рекордса), «Golden Years of New Jazz» и «FeetFirst records».

К концу 2017 года в каталоге «Leo Records» было около тысячи наименований.
В 2017 году в России уже в седьмой раз, как обычно в октябре, проводился фестиваль лейбла Leo Records, на котором, как правило, выступают звёзды фри-джаза..
Офис компании «Leo Records» находится в поселке Kingskerswell на юге графства Девоншир.

## Артисты Leo Records
- Aardvark Jazz Orchestra
- Art Ensemble of Chicago
- Anthony Braxton
- Аркадий Кириченко
- John Wolf Brennan
- Jaki Byard
- Владимир Чекасин
- Влад Быстров
- Eugenio Colombo
- Marilyn Crispell
- Carlo Actis Dato
- Joe Fonda
- Satoko Fujii
- Вячеслав Ганелин/Ganelin Trio
- Joachim Gies
- Katsuyuki Itakura
- Italian Instabile Orchestra
- Hans Kumpf
- Сергей Курёхин
- Joëlle Léandre
- Pago Libre
- Misha Lobko
- Keshavan Maslak
- Phil Minton
- Amina Claudine Myers
- Joe Morris
- Famoudou Don Moye
- Simon Nabatov
- Sainkho Namtchlyak
- Maggie Nicols
- Evan Parker
- Ivo Perelman
- Валентина Пономарёва
- Sun Ra
- Нед Ротенберг
- Aki Takase
- Сесил Тэйлор
- Gebhard Ullmann
- Reggie Workman
- Юрий Юкечев
- Алексей Круглов
- Карина Кожевникова
- Евгений Маслобоев
- Анастасия Маслобоева

- Goat's Notes

## Цитаты
- «Когда моя первая жена, ныне покойная, узнала, что я собираюсь начать лейбл и ехать в Нью-Йорк записывать Амину Клодин Майерс, — она пошла к участковому врачу: она подумала, что я сошел с ума. Просто, наверно, у меня было очень много сил и энергии, а BBC, где я работал, не использовало эту энергию на все сто процентов. К тому времени я познакомился с британской новоджазовой сценой, и она показалась мне очень интересной. И решающий фактор — что мои друзья Ефим Барбан и, позже, Александр Кан, писали мне, что появилось потрясающее трио Ганелин-Тарасов-Чекасин. Получив от них первую ленту, я, конечно, показывал её разным людям. В частности, я проиграл её Манфреду Айхеру[англ.] и его „правой руке“ Стиву Лейку на фестивале в Мёрси. Мы сидели в машине, они прослушали и сказали, что это невозможно: не может быть, что это играет трио! Слишком много инструментов — и рояль, и контрабас, и бассет, и гитара, и флейта, и саксофон, и ударные, и перкуссия…»[5] — Лео Фейгин, 2012.